# Tabernaemontana sananho
Tabernaemontana sananho är en oleanderväxtart som beskrevs av Hipólito Ruiz López och Pav.. Tabernaemontana sananho ingår i släktet Tabernaemontana och familjen oleanderväxter. Inga underarter finns listade i Catalogue of Life.